# Take 6
Take Six es una banda vocal estadounidense. Se formaron en 1985 en el campus del Oakwood College en Huntsville (Alabama), perteneciente a la Iglesia Adventista del Séptimo Día. El grupo canta un estilo contemporáneo, con base del southern gospel, uniendo R&B e influencias de jazz en sus canciones religiosas.
Han ganado 10 Grammy, 10 Premios Dove, un premio Soul Train y han tenido dos nominaciones a los Premios NAACP Image. Ganaron el Grammy en los años 1989, 1990, 1991, 1992, 1995, 1998, y 2003.
Han colaborado, entre otros, con:
- Stevie Wonder
- Ray Charles
- Queen Latifah
- Joe Sample
- Quincy Jones
- Marcus Miller
- Gordon Goodwin
- Luis Miguel
- Eros Ramazzotti
- Brian McKnight

## Cantantes

### Actuales
- Claude V. McKnight III: primer tenor (1985-).
- Mark Kibble: primer tenor (1985-).
- David Thomas: segundo tenor (1985-).
- Joey Kibble: segundo tenor (1991-).
- Khristian Dentley: barítono (2011-).
- Alvin Chea: bajo (1985-).

### Exmiembros
- Cedric Dent: barítono (1985-2011).
- Mervyn Warren (1964-): segundo tenor (1985-1991).

## Discografía
- 1988: Doo be doo wop bop (a digital recording).
- 1990: So much 2 say
- 1991: He is Christmas
- 1994: Join the band
- 1995: Best of Take 6
- 1996: Brothers
- 1998: So cool
- 1999: We wish you a merry Christmas
- 1999: The greatest hits
- 2000: Tonight: live
- 2000: The best of Take 6
- 2002: Beautiful world
- 2006: Feels good
- 2008: The standard
- 2010: The Most Wonderful Time of the Year
- 2012: One
- 2016: Believe
- 2018: Iconic

- Datos: Q327344